# فرانك بولاك
فرانك بولاك (بالإنجليزية: Frank Pollack)‏ هو لاعب كرة قدم أمريكية أمريكي، ولد في 5 نوفمبر 1967 في كامب سبرينغز في الولايات المتحدة.

## وصلات خارجية
- فرانك بولاك على موقع مرجع كرة القدم المحترفة.كوم (الإنجليزية)